# Pedra Furada (Santa Catarina)
Para sitios homónimos, ver Pedra Furada (desambiguación)

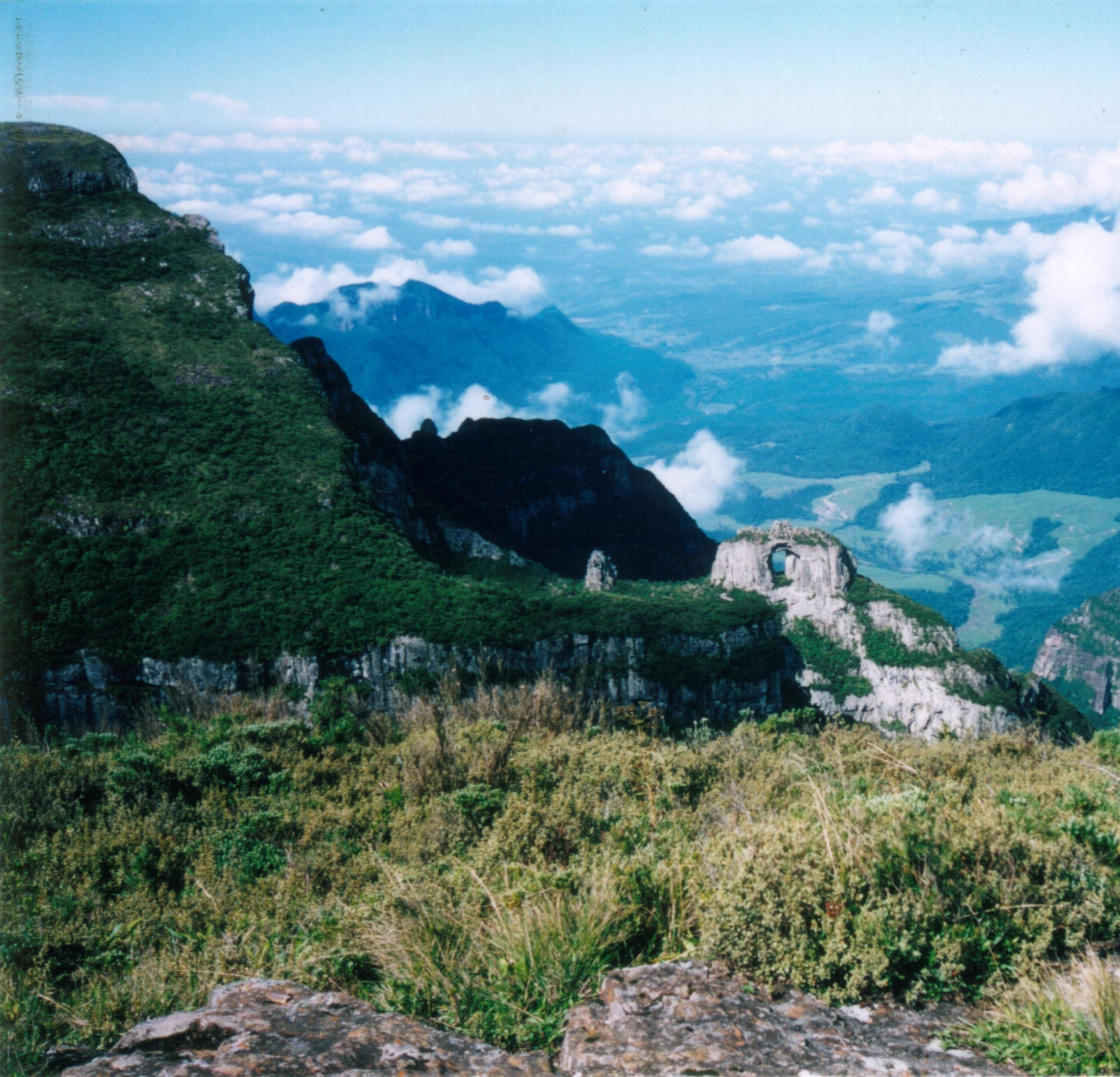
Pedra Furada, fotografiada tras el Morro da Igreja.

La Pedra Furada (Piedra Agujereada) es una formación rocosa natural situada en el municipio brasileño de Urubici, en el Estado de Santa Catarina, región sur de Brasil. Es una de las principales atracciones turísticas del Parque nacional de São Joaquim.
- Datos: Q10347183